# Ulric Thynne
Ulric Oliver Thynne DSO CMG CVO (* 6. Juli 1871; † 30. September 1957) war ein britischer Offizier und Polospieler. Als Militär erhielt er mehrfach hohe Auszeichnungen.

## Leben
Ulric Thynne entstammte einer Nebenlinie der Familie Thynne, er war ein Enkel des 3. Marquess of Bath und das jüngste Kind von Lord Henry Thynne und Lady Ulrica Frederica St. Maur Seymour. Nach dem Tod seiner Großmutter Harriet Baring, der verwitweten Marchioness of Bath, erbte er 1892 deren Witwensitz Muntham Court bei Findon in Sussex.
Thynne besuchte die Charterhouse School und trat anschließend in die British Army ein. Er besuchte das Royal Military College in Sandhurst und diente als Lieutenant im King’s Royal Rifle Corps. 1895 nahm er am Feldzug nach dem an der Grenze zu Afghanistan gelegenen Chitral teil. Während des Burenkrieges 1900 wurde er mentioned in despatches, 1901 wurde er als Companion des Distinguished Service Order ausgezeichnet. Während des Ersten Weltkriegs führte er zunächst als Lieutenant-Colonel, später als Colonel die Royal Wiltshire Yeomanry und wurde erneut mentioned in despatches. Dazu wurde er 1917 mit der Territorial Decoration und 1918 als Companion des Order of St. Michael and St. George ausgezeichnet. Ab 1922 diente er im Honourable Corps of Gentlemen at Arms. 1938 wurde er Honorary Colonel der Royal Wiltshire Yeomanry. 1946 wurde er als Commander des Royal Victorian Order ausgezeichnet.
Thynne war als junger Offizier ein erfolgreicher Polospieler. 1903 gewann er mit dem Team der Magpies das Roehampton Trophy.

## Familie und Nachkommen
In erster Ehe heiratete er am 16. Mai 1899 Marjory Wormald († 1950), eine Tochter von Edward Wormald. Mit ihr hatte er vier Kinder:
- Oliver St. Maur Thynne (1901–1978)
- Edward Wormald Thynne (1905–1925)
- Brian Sheridan Thynne (1907–1985)
- Ulrica Marjory Thynne (1911–1999)

Seine erste Frau starb 1950. Ein Jahr später heiratete er am 19. Dezember 1951 in zweiter Ehe Elspeth Stiven Tullis († 1955), die Witwe des 1. Barons Invernairn.